# 백신초등학교
백신초등학교는 대한민국 경기도 고양시 일산동구 백석동에 있는 공립 초등학교이다.

## 학교 연혁
- 1994년 2월 28일 백신국민학교 인가
- 1994년 6월 1일 백신국민학교 개교 (8학급)
- 1995년 2월 16일 제1회 졸업식
- 1996년 3월 1일 학교 명칭 변경 (백신초등학교)
- 2010년 3월 1일 제7대 최택근 교장 부임
- 2013년 2월 15일 제19회 졸업식 195명(총 4,338명)
- 2013년 3월 1일 29학급 편성(특수 1학급)
- 2016년 3월 2일 이경하 교장 부임
- 2020년 3월 1일 윤영민 교장 부임
- 2024년 9월 1일 정미순 교장 부임

## 참고 자료
- 백신초등학교 - 한국교육학술정보원 학교알리미